# María Santos Corrales
María Santos Corrales (1 tháng 11 năm 1797 - 1881) là nguồn cảm hứng của nhà thơ và người lính yêu nước nổi tiếng của Peru, Mariano Melgar; bà ấy mãi mãi bất tử như "Silvia" trong thơ của ông.

## Tiểu sử
María Santos Corrales sinh ngày 1 tháng 11 năm 1797 (Ngày lễ toàn thánh) tại Arequipa, Peru. Bà là con gái của Jose Corrales và Sanabría Manuela Salazar. María Santos và Mariano Melgar biết nhau do mối quan hệ họ hàng - cha của họ là anh em họ. Mối quan hệ họ hàng của họ được củng cố vào ngày 8 tháng 2 năm 1812, với cuộc hôn nhân của anh trai María Santos (Romualdo) và em gái của Mariano (María Josefa). Chỉ mới 14 tuổi vào thời điểm đó, María Santos đã từ chối mọi tiến bộ lãng mạn của Mariano Melgar (21 tuổi). Thất vọng, Mariano rời Arequipa và cuối cùng gia nhập lực lượng ủng hộ cách mạng. Ông ta chiến đấu tại Trận Umachiri, nơi ông ta bị quân đội hoàng gia bắt và xử tử vào ngày 12 tháng 3 năm 1815.
Vào ngày 24 tháng 11 năm 1819, María Santos Corrales kết hôn với một cựu chiến binh của Trận Umachiri và người lính trong vòng tay của Mariano Melgar - Tiến sĩ và Đại tá Manuel Amat y León. Họ có chín người con. María Santos Corrales qua đời vào ngày 8 tháng 3 năm 1881, tại Arequipa, Peru ở tuổi 83.

## liên kết ngoài
- Historia y Leyenda de Mariano Melgar 1790 bóng1815 (tiếng Tây Ban Nha)
- La Familia Amat y León Lưu trữ ngày 9 tháng 3 năm 2010 tại Wayback Machine (tiếng Anh / tiếng Tây Ban Nha)